# Phalops tricuspis
Phalops tricuspis là một loài bọ cánh cứng trong họ Bọ hung (Scarabaeidae).